# Парамонов, Иван Васильевич
Иван Васильевич Парамонов (1893—1980) — советский хозяйственный деятель, горный инженер-шахтостроитель, Герой Социалистического Труда (1948).

## Биография
Родился в 1893 году в городе Жиздра Калужской губернии.
Член РКП(б) с 1917 года. Делегат II Всероссийского съезда совнархозов (1918), II и VII Всероссийских съездов Советов. С 1918 года И. В. Парамонов — на хозяйственной работе в уездном совнархозе города Жиздра, затем работал в областных совнархозах Дона и Кубани.
Окончил факультет особого назначения при Уральском горном институте по специальности горный инженер. С 1922 года работал в угольной и горной промышленности: управляющий Анжеро-Судженского рудоуправления, управляющий Черембассом, трестами «Ураласбест», «Челябуголь», «Карагандашахтстрой».
В 1930 году по его инициативе в тресте «Ураласбест» впервые на Урале применена прогрессивная система сдельной оплаты труда. После разукрупнения Уралугля за короткий срок трест «Челябуголь» (1933—1935) ускорил строительство и ввод в эксплуатацию коркинских угольных разрезов, резко усилил механизацию шахт, снизил себестоимость, добился двукратного увеличения добычи угля.
В 1936 году окончил Высшие академические курсы при Всесоюзной промышленной академии.
В апреле 1940 года назначен управляющим трестом «Сталиногорскшахтстрой» (город Сталиногорск). В годы Великой Отечественной войны занимался эвакуацией шахтного оборудования с территории Тульской области и выполнял спецзадания по выводу шахт из строя.

Невыносимо тяжело было выводить из строя шахты, на строительство которых было затрачено столько сил, труда и материальных ценностей. То, что совсем недавно строили, нужно было своими руками разрушать. Но к этой суровой необходимости нас вынудила война.— Парамонов И. В.
При подрыве шахты № 30 Донской был тяжело ранен — открытый перелом костей левой голени. После лечения в военном госпитале в Сызрани в августе 1942 назначен заместителем начальника Главшахтстроя. В конце 1943 года снова направлен в Сталиногорск — управляющим тем же трестом, переименованным в «Мосшахтстрой». После освобождения все из 69 действовавших до войны шахт Мосбасса требовали проведения восстановительных работ. Участвовал в восстановлении угольной промышленности Мосбасса, руководил восстановлением вторых очередей крупных шахт и строительство новых шахт.
Работал управляющим трестом «Мостграждануглежилстрой». К январю 1945 года добыча угля превысила довоенный уровень более чем в два раза, в условиях военного времени тресты Москвауголь и Мосшахтстрой ввели в эксплуатацию 11 шахт мощностью 9 500 тонн в сутки.
Позднее (по 1954 год) — заместитель начальника Технического управления по строительству Министерства угольной промышленности СССР.
Персональный пенсионер, жил в Москве. Умер в 1980 году в Москве.

## Работы
Автор ряда работ по науке управления. В частности, его работа «Учиться управлять» выдержала четыре издания и переведена на иностранные языки:
- Парамонов И. В. Учиться управлять: мысли и опыт старого хозяйственника. — М.: Экономика, 1967. — 164 с.
  - Изд. 3-е., доп. (1977), 4-е изд (1983).

Опубликовал мемуары о Ф. Э. Дзержинском, Г. К. Орджоникидзе, В. М. Бажанове и др.:
- Парамонов И. В. Пути пройденные / Редактор Л. Торопов. — М.: Изд-во политической литературы, 1970. — 568 с. — 41 000 экз.
- Парамонов И. В. Человек редкой судьбы. — М.: Изд-во политической литературы, 1973. — 126 с. — (Герои Советской Родины).
- Парамонов И. В. Командарм угольного фронта. — М.: Изд-во политической литературы, 1977. — 120 с. — (Герои Советской Родины). — 100 000 экз.
- Парамонов И. В. [militera.lib.ru/memo/russian/sb_kuznitsa_pobedy/24.html Грозные героические годы Мосбасса] // Кузница Победы: Подвиг тыла в годы Великой Отечественной войны. Очерки и воспоминания. — 2-е изд.. — М.: Политиздат, 1980. — С. 366—381. — 423 с. — 100 000 экз.

## Награды и звания
- Герой Социалистического Труда (28 августа 1948)